# Tchatkalophantes mongolicus
Tchatkalophantes mongolicus är en spindelart som beskrevs av Andrei V. Tanasevitch 200. Tchatkalophantes mongolicus ingår i släktet Tchatkalophantes och familjen täckvävarspindlar.
Artens utbredningsområde är Mongoliet. Inga underarter finns listade i Catalogue of Life.